# Ioana Bortan
Ioana Andrada Bortan (Sighișoara, 23 gennaio 1989) è una calciatrice e allenatrice di calcio rumena, centrocampista e capitano dell'U Olimpia Cluj e della nazionale rumena.
Legata al club di Cluj-Napoca per tutta la carriera tranne una parentesi islandese con il KuPS, all'estate 2022 ha conquistato dodici titoli di Campione di Romania, il primo con il Clujana, e otto coppe nazionali, disputando inoltre undici stagioni di UEFA Women's Champions League consecutive e ricevendo il primo di calciatrice rumena dell'anno 2016.

## Carriera
Bortan inizia a giocare a calcio a un'età insolitamente matura per questa disciplina. Si appassiona allo sport fin da giovanissima, praticando la ginnastica ritmica dall'età di 6 anni, tuttavia verso i 12 anni decide che era giunto il momento di provare una diversa disciplina iniziando a praticare l'atletica leggera. Dopo altri 6 anni tuttavia, sopraggiunti alcuni problemi Bortan, all'epoca diciottenne, decise di rinunciare anche all'atletica.

### Club
Dopo essersi trasferita a Cluj-Napoca per frequentare l'università nel 2007, nei due anni successivi si avvicina al calcio femminile, riuscendo a concretizzare un desiderio che aveva fin da piccola ottenendo un ingaggio con le campionesse in carica del Clujana. Alla sua prima stagione condivide con le compagne la conquista del suo primo trofeo in carriera, il titolo di Campione di Romania, il settimo consecutivo per il club, con 5 punti di vantaggio sull'inseguitrice Ripensia Timișoara.

## Palmarès

### Club
- Campionato rumeno: 12

Clujana: 2008-2009
Olimpia Cluj: 2010-2011, 2011-2012, 2012-2013, 2013-2014, 2014-2015, 2015-2016, 2016-2017, 2017-2018, 2018-2019, 2020-2021, 2021-2022
- Coppa della Romania femminile: 8

Olimpia Cluj: 2010-2011, 2011-2012, 2012-2013, 2013-2014, 2014-2015, 2016-2017, 2020-2021, 2021-2022

### Individuale
- Calciatrice rumena dell'anno: 1

2016